# Alling Å (Djursland)
 For alternative betydninger, se Alling Å. (Se også artikler, som begynder med Alling Å)
Alling Å er en å, der med sine tilløb, hvor de største er Skader Å og Skørring Å, afvander et ca. 337 km2 stort område på det vestlige Djursland. Alling Å udmunder ved Allingåbro i den gren af Randers Fjord, der hedder Grund Fjord.
Alling Ås vandopland grænser mod nord op til Randers Fjords og Gudenåens vandopland og mod vest op til Lilleåens vandopland. Mod syd er grænsen højdedraget nord for Kalø Vig. Mod øst grænser det op til Kolindsunds vandopland, og mod nordøst Hevring Å, der løber ud i Kattegat. Administrativt er vandoplandet delt mellem Norddjurs Kommune, Syddjurs Kommune, Randers Kommune og Favrskov Kommune.
Alling Å er ca. 35 km lang. Den har sit udspring i egnen nordøst for Hadsten i et moseområde lige op ad Nordjyske Motorvej og løber først mod nordvest og kort efter mod nordøst forbi Ølst, hvor den krydses af motorvejen. Ved Robdrup løber fra nord Brusgård Møllebæk ud i åen. Alling Å fortsætter fra Robdrup mod øst, forbi Årslev og herregårdene Clausholm og Tustrup. Lige før Nybro mellem Hørning og Mygind får den tilløb fra syd af Skader Å og Skørring Å (tidl. kaldet Rosenholm Å, hvilket den stadig kaldes på dens øvre løb, hvor den passerer Rosenholm Slot). Skørring Å er næsten lige så bred som Alling Å før tilløbet. Herefter er Alling Å så bred, så det er muligt (og tilladt) med kanosejlads på åen.
Ved Sjellebro krydses Alling Å af primærrute 21. Herfra er det normalt at starte en dagstur med kano på den 17 km lange strækning indtil Allingåbro. Fra Sjellebro fortsætter åen mod øst forbi Fløjstrup med tilløb nordfra af Oksenbækken, Vester Alling og Øster Alling, hvor der er tilløb østfra af Vejle Å, der kommer fra Ring Sø ved Pindstrup. Ved sammenløbet drejer Alling Å mod nord, hvor den passerer Gammel Estrup lidt vest for Auning og fortsætter mod nordvest gennem Allingåbro. Lige inden udløbet i Grund Fjord får den tilløb af Hejbækken fra nordøst.

## Jordskred og rørlægning 2023-2024
I juni 2023 noterede Randers Kommune at et eventuelt jordskred på virksomheden Nordic Waste A/S ville kunne håndteres på egen grund og ikke udgøre en fare for Ølst.
I efteråret 2023 faldt usædvanligt meget regn i Danmark og gjorde 2,5 millioner ton forurenet jord så blød på Nordic Waste sydvest for landsbyen Ølst at jorden begyndte at skride på det underliggende lerlag i retning af Alling Å i december 2023. Jordskreddet accelererede 9.-10. december og beskadigede flere af virksomhedens bygninger, som blev påbegyndt nedrevet 11. december. Den 14. december var i alt seks bygninger nedrevet, og virksomheden arbejdede på at transportere 1500 ton forurenet væk. Den 19. december opgav Nordic Waste sine forsøg på at standse jordskreddet, fordi jordskreddet var blevet så voldsomt at det var uforsvarligt at arbejde ved det, og virksomheden opsagde 31 medarbejdere. Derefter begyndte Randers Kommune i stor hast at rørlægge 300 m af Alling Å for at undgå at det forurenede jord ville tilstoppe åløbet og skabe store miljøproblemer. I januar 2024 blev 10.000 ton af jorden kørt til at bygge en ny støjvold ved Silkeborg-motorvejen.
Kommunen har haft udgifter på 41 mio kr på arbejdet. Staten afsatte 205 mio kr til at sikre foreløbig betaling til de eksterne entreprenører der arbejder med at mindske skredet, og myndighederne kræver at virksomheden dækker udgifterne.
Jordskreddet kan fortsætte i over et år, og har potentiale til at dække Ølst i 5 meters højde såfremt ingenting gøres.